# Piczuki
Piczuki (biał. Пічукі; ros. Пичуки) – wieś na Białorusi, w obwodzie grodzieńskim, w rejonie zelwieńskim, w sielsowiecie Dobrosielce. Leży przy samej granicy z obwodem brzeskim (po drugiej stronie ulicy).
W dwudziestoleciu międzywojennym miejscowość leżała w Polsce, w województwie białostockim, w powiecie wołkowyskim, w gminie Międzyrzecz. 16 października 1933 utworzyła gromadę w gminie Międzyrzecz. Po II wojnie światowej weszła w struktury ZSRR.